# Tuchoraz
Tuchoraz település Csehországban, a Kolíni járásban. Tuchoraz Kostelec nad Černými lesy, Přehvozdí, Přistoupim, Vrátkov, Český Brod és Doubravčice településekkel határos. Lakosainak száma 728 fő (2024. január 1.).

## Népesség
A település lakosságának változását az alábbi diagram mutatja:
| Lakosok száma | 283  | 315  | 404  | 335  | 335  | 355  | 480  | 527  | 611  | 728  |
|               | 1869 | 1890 | 1921 | 1950 | 1980 | 2001 | 2017 | 2019 | 2022 | 2024 |